# Nassau Bay, Texas
Nassau Bay là một thành phố thuộc quận Harris, tiểu bang Texas, Hoa Kỳ. Năm 2010, dân số của xã này là 4002 người.

## Dân số
- Dân số năm 2000: 4170 người.
- Dân số năm 2010: 4002 người.